# José Luis Paredes
José Luis Paredes Muñoz (La Paz, 12 de enero de 1956) es un abogado, empresario, ex diputado y político boliviano. Fue el primer prefecto del departamento de La Paz elegido por votación directa, desde el 23 de enero de 2006 hasta el 10 de agosto de 2008, en donde tuvo que dejar dicho cargo por haber perdido en el referéndum revocatorio de 2008.
Fue también el alcalde de la ciudad de El Alto, en dos ocasiones; la primera vez desde el 1 de febrero de 2000 hasta el 30 de septiembre de 2004 y la segunda vez desde el 1 de febrero de 2005 hasta el 30 de septiembre de 2005.
| Predecesor: Alberto Jiménez Durán | Alcalde de El Alto 1 de febrero de 2000 - 30 de septiembre de 2004             | Sucesor: Néstor Siñani Tinta     |
| Predecesor: Néstor Siñani Tinta   | Alcalde de El Alto 1 de febrero de 2005 - 30 de agosto de 2005                 | Sucesor: Fanor Nava Santiesteban |
| Predecesor: Elías Troche Lima     | Prefecto del Departamento de La Paz 23 de enero de 2006 - 10 de agosto de 2008 | Sucesor: Pablo Ramos Sánchez     |